# Konsument-Warenhaus (Cottbus)

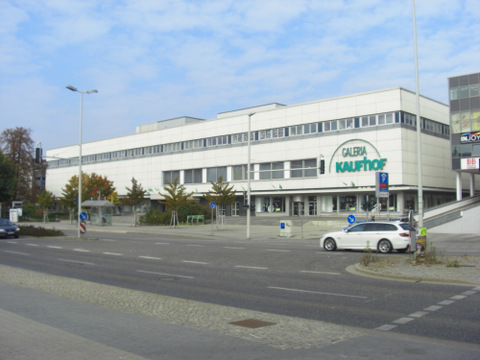
Konsument-Warenhaus Cottbus (2013)

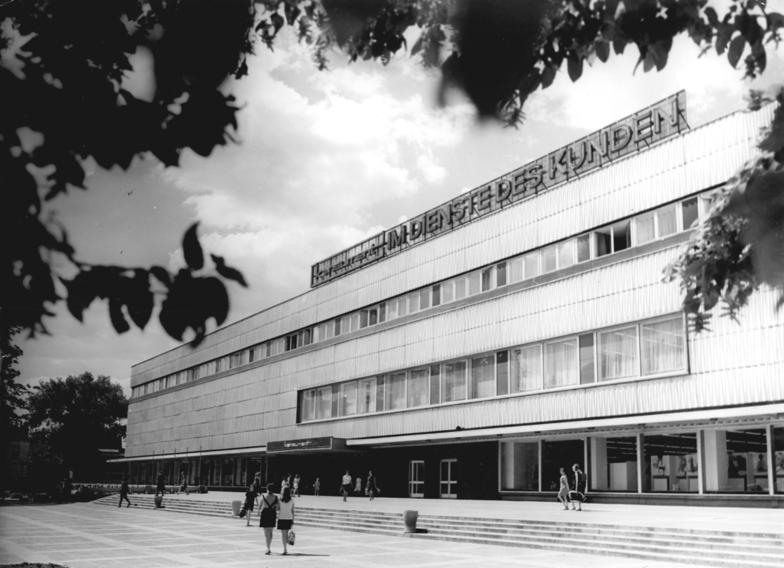
Das Warenhaus im August 1972.

Das ehemalige Konsument-Warenhaus, seit 2024 auch als Stadtforum K bezeichnet, befindet sich am südlichen Ende der sogenannten „Stadtpromenade“ der Stadt Cottbus in Brandenburg. Es steht seit September 2024 größtenteils leer. Das Kaufhaus ist ein eingetragenes Baudenkmal in der Denkmalliste des Landes Brandenburg.

## Geschichte
Das Warenhaus wurde im Jahr 1968 nach einem Entwurf der Architekten Klaus Frauendorf und Friedhelm Dietze für die Warenhauskette „Konsument“ des Verbands deutscher Konsumgenossenschaften errichtet. Die Architekten orientierten sich bei dem Entwurf an den Ergebnissen einer Studie über den Neubau von Warenhäusern der Bauakademie der DDR. Die Fassade wurde vom Bildhauer Harry Müller entworfen. Im November 1988 wurde an der Westseite des Kaufhauses eine Gedenkplatte für die im November 1938 zerstörte Cottbuser Synagoge angebracht, an deren Stelle das Kaufhaus errichtet worden war.

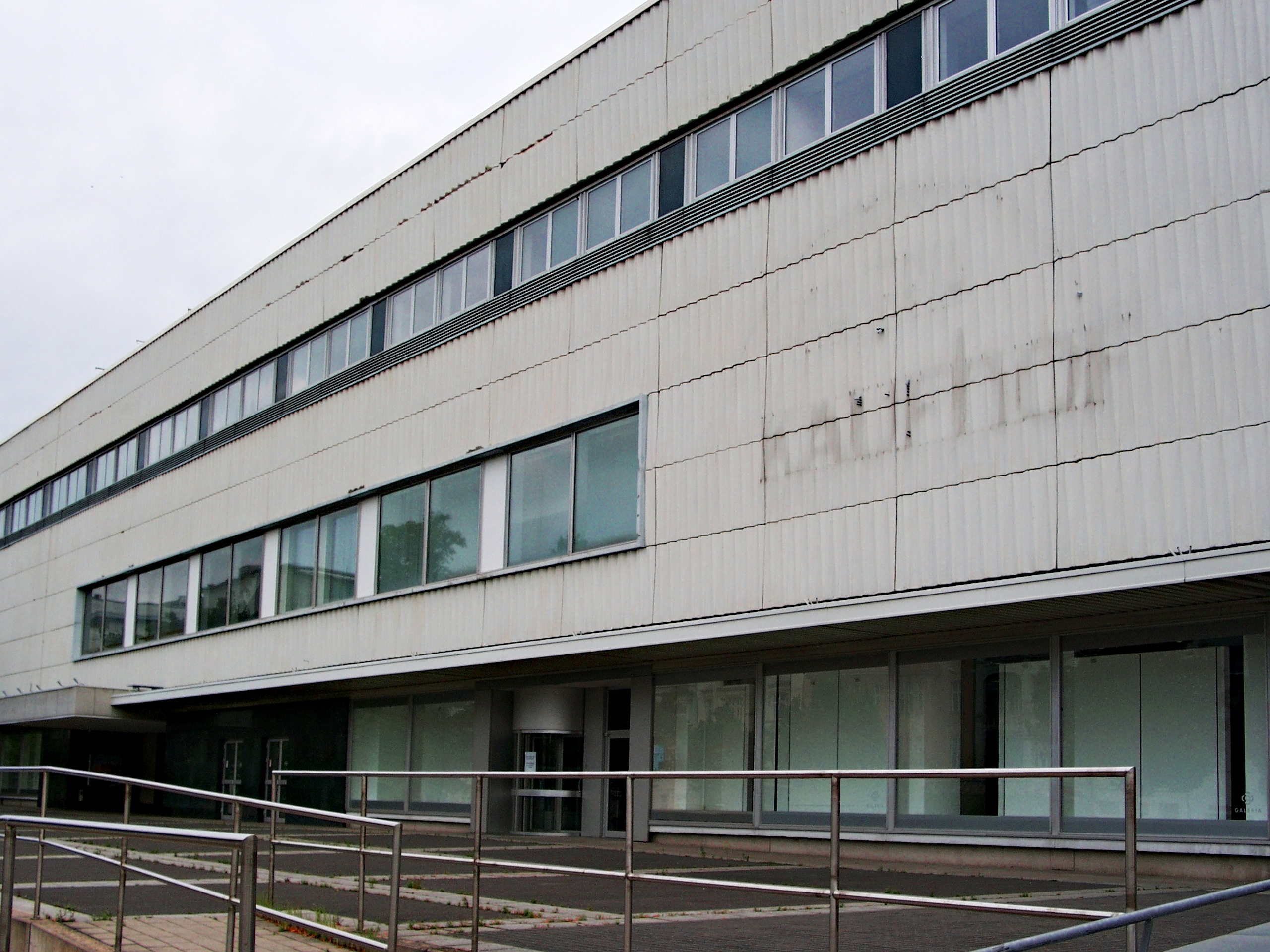
Das Warenhaus im Juli 2023, drei Tage nach der Schließung von Galeria Kaufhof.

Nach der Wiedervereinigung gehörte das Kaufhaus der zur Horten AG gehörenden Horten-Konsument Warenhaus GmbH und nach deren Übernahme im Jahr 1994 zur Kaufhof Warenhaus AG, die wiederum 2008 in die Galeria Kaufhof GmbH umgewandelt wurde. Bereits nach der Übernahme durch den Horten-Konzern wurde die dritte Etage des Kaufhauses als weiterer Verkaufsraum umgenutzt. Im Zuge des ebenfalls 2008 begonnenen Neubaus des Einkaufszentrums Blechen Carré erfolgten bauliche Veränderungen an dem Kaufhaus, insbesondere eine bauliche Verbindung des Kaufhauses mit dem neuen Einkaufszentrum. Im März 2023 gab Galeria Karstadt Kaufhof bekannt, den Standort in Cottbus aufgrund von Liquiditätsproblemen zum 30. Juni 2023 aufzugeben. Nach der Geschäftsaufgabe wurde die Stadt Cottbus neuer Eigentümer des Kaufhauses.
Am 8. Dezember 2023 eröffnete die Modekaufhauskette Aachener in dem Gebäude. Nach nur knapp zehn Monaten wurde der Standort zum 31. August 2024 wieder aufgegeben. In den Räumlichkeiten des Warenhauses gab es seitdem zwischenzeitlich nur noch eine Änderungsschneiderei. Am 5. Juni 2025 eröffnete der in Guben ansässige Möbelhändler Hoffmann-Möbel eine Filiale in dem Gebäude, perspektivisch möchte die Stadt Cottbus ab 2027 Teile ihrer Verwaltung dort unterbringen.

## Architektur
Das Kaufhaus ist ein dreigeschossiger Stahlskelettbau auf einer Fläche von 102 mal 60 Metern mit einer Vorhangfassade. Das Gebäude ist von einer Fußgängerterrasse umgeben und durch ausgedehnte Treppenanlagen erschlossen. Im Erdgeschoss befindet sich eine umlaufende Schaufensterreihe, im Eingangsbereich ist die Fassade mit Syenitplatten verkleidet. Die Vorhangfassade besteht aus Sichtbetonplatten, lediglich an der Nordseite befinden sich größere Fensterflächen zur Belichtung der Treppenräume.